# Ягов, Виктор Владимирович
Виктор Владимирович Ягов (род. 2 декабря 1937 года) — специалист в области теплофизики, доктор технических наук, профессор кафедры инженерной теплофизики МЭИ. Заслуженный профессор МЭИ, Заслуженный работник высшей школы РФ (1995).

## Биография
Виктор Владимирович Ягов родился в Москве 2 декабря 1937 года. Детство Виктора Владимировича прошло в селе в Тамбовской области у бабушки, потом два года жил в Тамбове. С 1948 года жил в городе Солнечногорске Московской области, учился в школе № 5.
В 1955 году окончил с золотой медалью школу в Солнечногорске, в этом же году поступил в Московский энергетический институт на факультет промышленной теплоэнергетики. На факультете занимался комсомольской и партийной работой, был секретарем комитета ВЛКСМ МЭИ (1963—1964), участвовал в студенческих строительных отрядах, был командиром отряда МЭИ. Награждён медалью «За освоение целинных земель».
С 1964 года после окончания института учился в аспирантуре, в 1971 году защитил кандидатскую диссертацию. Его первым научным руководителем до 1966 года был Т. А. Колач, позже научным руководителем аспиранта стал профессор кафедры криогенной техники Дмитрий Александрович Лабунцов.
Диссертационная работа была посвящена исследованию механизмов теплоотдачи и возникновению кризиса теплоотдачи при кипении жидкостей в условиях естественной конвекции при низких приведенных давлениях (в вакууме). Им был предложен способ интенсификации теплообмена и стабилизации кипения в вакууме, на которое было получено авторское свидетельство на изобретение.
Результаты, которые он получил во время работы, и проведенные исследования, позволили решить некоторые задачи авиационного и космического характера. Научный руководитель Виктора Ягова — профессор Дмитрий Лабунцов, оказал сильное влияние на его дальнейшую научную деятельность, во время которой ученый проводил систематические исследования механизма теплообмена при парообразовании в разных условиях. Во время проведения этих работ, дальнейшее развитие получили те научные принципы, которые формулировал когда-то его наставник, Дмитрий Александрович Лабунцов.
В 1988 году защитил докторскую диссертацию, в 1989 году получил ученое звание профессора. В 1977—1986 годах был деканом энергофизического факультета МЭИ, в 1982—2003 годах — заведующий кафедрой инженерной теплофизики (ИТФ). С 2003 года — профессор кафедры инженерной теплофизики. Под руководством В. В. Ягова в МЭИ было подготовлено и защищено 5 кандидатских диссертций (Лексин М. А. «Исследование плёночного режима теплообмена и кризиса при кипении недогретой жидкости» и др.).
В. В. Ягов является автором около 170 научных статей, соавтор справочной серии «Теплоэнергетика и теплотехника», выдержавшей 3 издания с 1980 по 2002 г., руководитель ведущей научной школы России по теплообмену в парожидкостных системах. Несколько лет был председателем диссертационного совета МЭИ.

## Награды и звания
- Заслуженный работник высшей школы РФ (1995).
- Заслуженный профессор МЭИ.
- Орден «Дружбы народов».
- Медаль «За освоение целинных земель».

## Труды

### Избранные статьи
- Теплообмен в двухфазном потоке при высоких приведенных давлениях // Теплоэнергетика, 2011. № 4. С. 13-23.
- Теплообмен при развитом пузырьковом кипении // Теплоэнергетика, 1988. № 2. С. 4-9.
- Approximate method to predict nucleate boiling heat transfer for binary mixtures // Proc. Int. Sympos. On Physics of Heat Transfer in Boiling and Condensation. Moscow, 1997. P. 403—410.
- Hydrodynamics and heat transfer in swirl flow under conditions of one-side heating. Part 1: Pressure drop and single-phase heat transfer // International Journal of Heat and Mass Transfer, 2010. V. 53. № 19-20. P. 4123-4131;
- Nucleate boiling heat transfer: Possibilities and limitations of theoretical analysis // International Journal of Heat and Mass Transfer, 2009. V. 45. № 7. P. 881—892).
- Heat transfer at refrigerants boiling up to CHF under high flow velocities // Exp. Heat Transfer, Fluid Mech., and Thermodyn. 1997. eds M. Gio, F. Mayinger, G.P. Celata. V. 2. P. 731—738.
- Vapor bubble departure conditions at pool boiling // Proc. Eurotherm Seminar N 48 Pool Boiling 2. Paderborne, Germany. Edizioni ETS Pisa. 1996. P. 95-104.

### Учебные пособия
- Гидростатическое равновесие и волновые движения газожидкостных систем : [Учеб. пособие] / Д. А. Лабунцов, В. В. Ягов; Ред. Д. А. Лабунцов; Моск. энерг. ин-т. — Москва : МЭИ, 1977. — 72 с. : ил.
- Основы механики двухфазных систем : [Учеб. пособие] / Д. А. Лабунцов, В. В. Ягов ; Ред. Д. А. Лабунцов; Моск. энерг. ин-т. — Москва : МЭИ, 1977. — 64 с. : ил.
- Механика простых газожидкостных структур / Ред. Р. И. Сознев. — Москва : МЭИ, 1978. — 92 с. : ил.; 20 см. — (Учеб. пос. по курсу «Механика двухфазных потоков» / Д. А. Лабунцов, В. В. Ягов; 3).
- Механика двухфазных систем : Учеб. пос. для студентов … по напр. 651100 «Техн. физика» / Д. А. Лабунцов, В. В. Ягов. — М. : Изд-во МЭИ, 2000. — 373 с. : ил., табл.; 22 см; ISBN 5-7046-0758-6
  -  — 2-е изд., перераб. и доп. — Москва : МЭИ, 2007. — 383 с. : ил.; 22 см; ISBN 978-5-383-00036-6
- Теплообмен в однофазных средах и при фазовых превращениях: учеб. пос. для студентов …. по напр. … «Ядерная энергетика и теплофизика» / В. В. Ягов. — Москва : Изд. дом МЭИ, 2014. — 541 с. : ил., табл.; 22 см; ISBN 978-5-383-00854-6
- Теплообмен при сверхкритических давлениях / В. В. Ягов. — Москва : Московский энергетический институт, 2021. — [41] с.; ISBN 978-5-89606-613-2